# Вишневський Олександр Андрійович
Олекса́ндр Андрі́йович Вишне́вський — міністр та віце-міністр внутрішніх справ Української Держави.

## З життєпису
Поміщик з Київщини, із заможних землевласників Сквирщини. У 1908 був маршалком шляхти Сквирського повіту. Діяч Київського губернського земства, потім одного з губернських присутствій у Вільні; певний час голова Союзу земельних власників.
У квітні 1918 року — голова Спілки дрібних землевласників України. Один з організаторів З'їзду хліборобів, що обрав на гетьманство П. Скоропадського.

З 30 квітня по 4 травня — міністр внутрішніх справ; один з небагатьох міністрів за Гетьманату, що вільно володіли українською. У кабінеті Ф. А. Лизогуба — товариш (віце-міністр) міністра внутрішніх справ. У червні 1918 призначений на посаду ад'ютанта Скоропадського. Член нової Ґенеральної козацької ради. Перше засідання новоутвореної ГКР мало відбутися 19 червня 1918 в палаці гетьмана. Проте, підконтрольна військовому міністру діяльність не влаштовувала І. Полтавця та його прихильників. Рада почала працювати з 28 червня поза контролем військового міністра. Отаманом ГКР став сам гетьман, його заступником — Микола Устимович. До президії Ради увійшли також Євген Лібов, Микола Гоголь-Яновський, Андрій Глинський, Юхим Котов-Коношенко, архімандрит Арсеній, Іван Полтавець-Остряниця, Микола Лорченко та Олександр Вишневський. 
«До мого шефа, віце-міністра внутрішніх справ, Вишневського, прийшов Світозар Драгоманов, щоби зголосити свою димісію (був урядовцем в однім міністерстві), бо не хотів лишатися при „антиукраїнськім уряді гетьмана“. При цій сцені Вишневський говорив по-українськи, а Драгоманов по-російськи» — згадував Дмитро Донцов.
В еміграції у 1920 році був помічником Скоропадського, коли той намагався об'єднати навколо себе праві українські угруповання.
Проте, П. Скоропадський у спогадах констатував: «Людина це була чесна, але користі мало принесла справі, на якій я стояв»